# Wszemiłowice

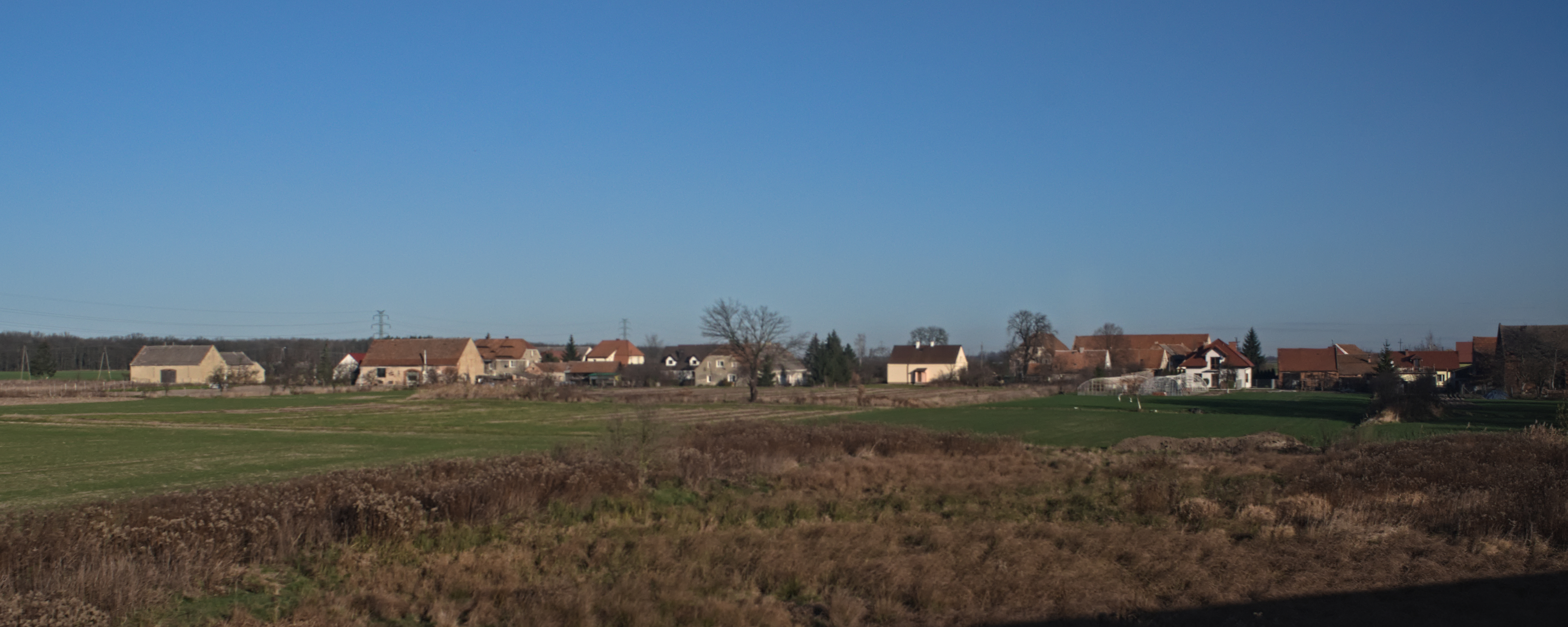
Wszemiłowice

Wszemiłowice (deutsch Schimmelwitz; 1937–1945 Zweibach) ist ein Ort in der Landgemeinde Kąty Wrocławskie (Kanth) im Powiat Wrocławski der Woiwodschaft Niederschlesien in Polen.

## Geschichte
Die Schreibweise des Ortes variierte in den Urkunden von 1391 Semilwicz zu 1417 als Schemiliwicz. Nach dem Ersten Schlesischen Krieg fiel Schimmelwitz mit dem größten Teil von Schlesien 1741/42 an Preußen und gehörte bis 1945 zum Landkreis Breslau. 1845 zählte das Dorf 33 Häuser in 19 Hausnummern, 185 überwiegend evangelische Einwohner (zehn katholisch), evangelische Kirche zu Karauschke, katholische Kirche zu Prausnitz, ein herrschaftliches Schloss, ein Vorwerk, eine Erbscholtisei, eine Wassermühle, eine Windmühle, ein Schmied, zeitweise eine Ziegelei, eine Brau- und Brennerei. Zur Gemeinde gehörte das Vorwerk, bzw. der Dorfanteil Linde auch Grünlinde genannt mit sieben Häusern und 43 evangelischen Einwohnern.
1937 erfolgte unter den Nationalsozialisten die Umbenennung in Zweibach. Als Folge des Zweiten Weltkriegs fiel Zweibach mit fast ganz Schlesien 1945 an Polen. Nachfolgend wurde es durch die polnische Administration in Wszemiłowice umbenannt. Die einheimische deutsche Bevölkerung wurde, soweit sie nicht schon vorher geflohen waren, vertrieben. Die neu angesiedelten Bewohner stammten teilweise aus Ostpolen, das an die Sowjetunion gefallen war.

## Sehenswürdigkeiten
- neugotische Backsteinkapelle, erbaut an der Wende vom 19. zum 20. Jahrhundert